# Stigberget, Stockholm

Stigberget är en höjd på nordöstra Södermalm i Stockholm, som omges av bebyggelsen norr om Stigbergsgatan och söder om Fjällgatan. Här fanns Stockholms avrättningsplats under större delen av 1500- och 1600-talet. Det gamla kvartersnamnet Justitia i västra slutet av Stigbergsgatan påminner fortfarande därom.
Ursprungligen avsåg Stigberget den höjd i kvarteren Kronan och Stammen, där bland annat Navigationsskolan (nuvarande Ersta Sköndal högskola) byggdes 1907. I samband med namnrevisionen i Stockholm 1885 gav man namnet till parken som ligger i kvarteret Justitia. Där uppfördes redan på 1860-talet Frans Schartaus handelsinstitut som senare blev Stigbergets sjukhus. År 1925 bestämdes Stigbergets nuvarande läge. Intill Stigbergets östra sida ligger Anna Lindhagens täppa.
Stigbergets äldsta namn var Galgebærgith som är dokumenterat 1545 (se Galgberget, Södermalm). Här fanns Stockholms medeltida galgbacke innan den flyttades på sena 1600-talet till söder om Skanstull (se Galgbacken, Hammarbyhöjden). På platsen restes 1827 ett utsiktstorn som av folkhumorn fick namnet Tandpetaren på Söder.

## Bilder

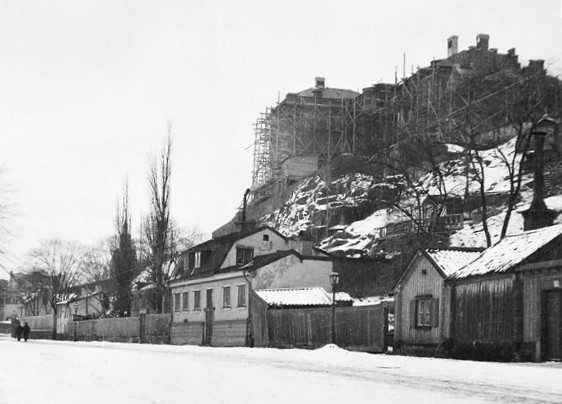
Navigationsskolan under byggnad 1905 på Stigberget i kv. Stammen.
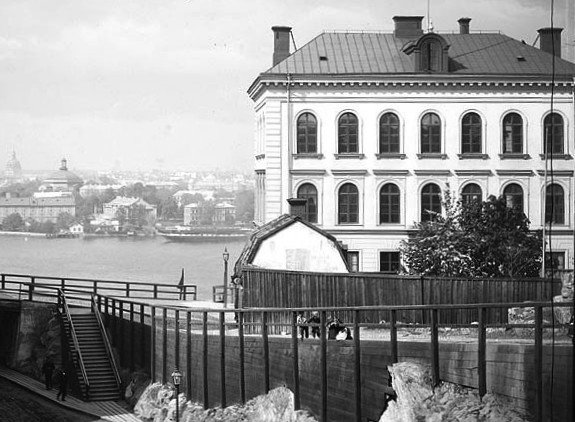
Frans Schartaus Handelsinstitut uppfördes 1865 på Stigberget i kv. Justitia.
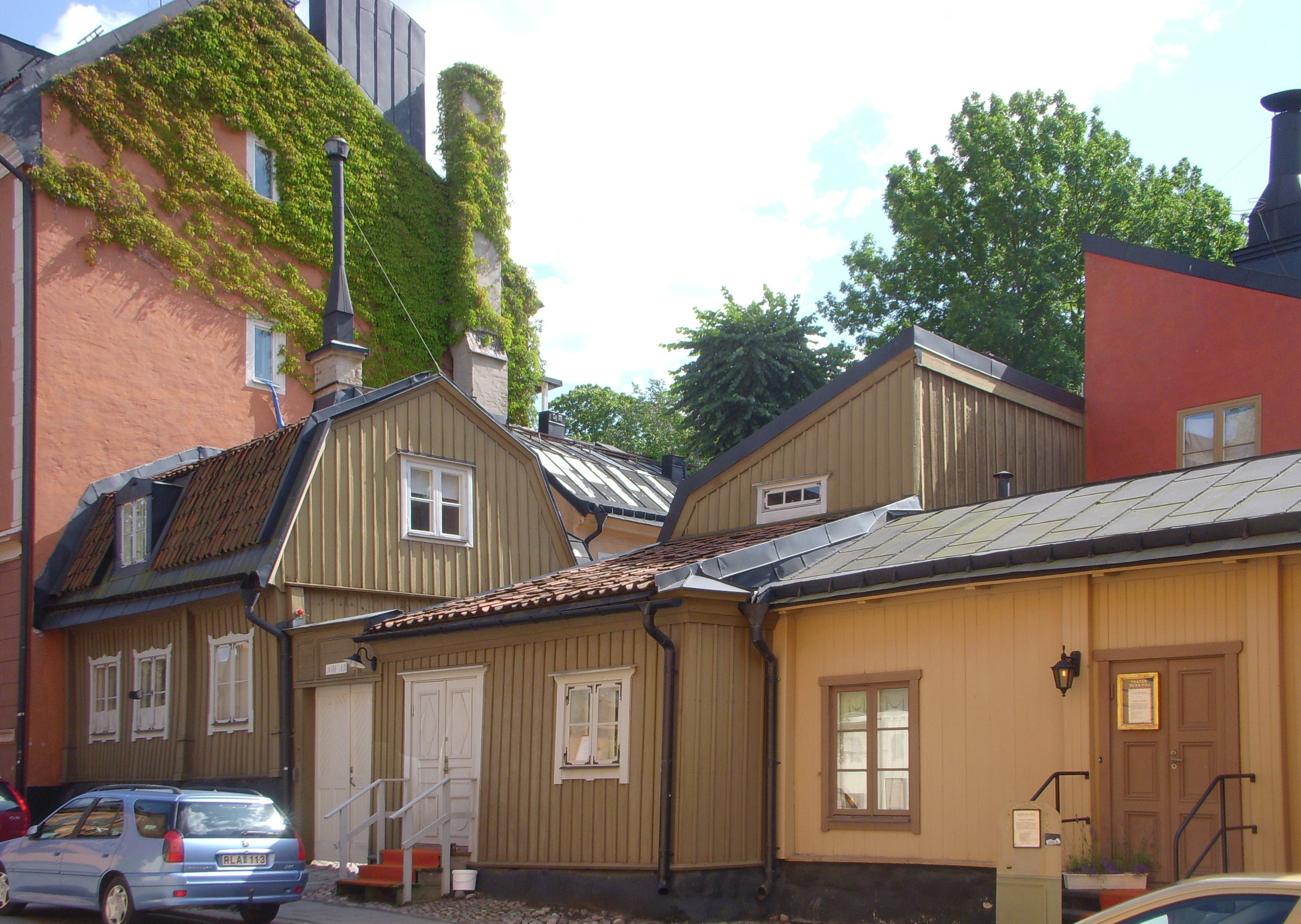
Stigberget ovanför husnummer 18-22 vid Fjällgatans södra sida, 2009.
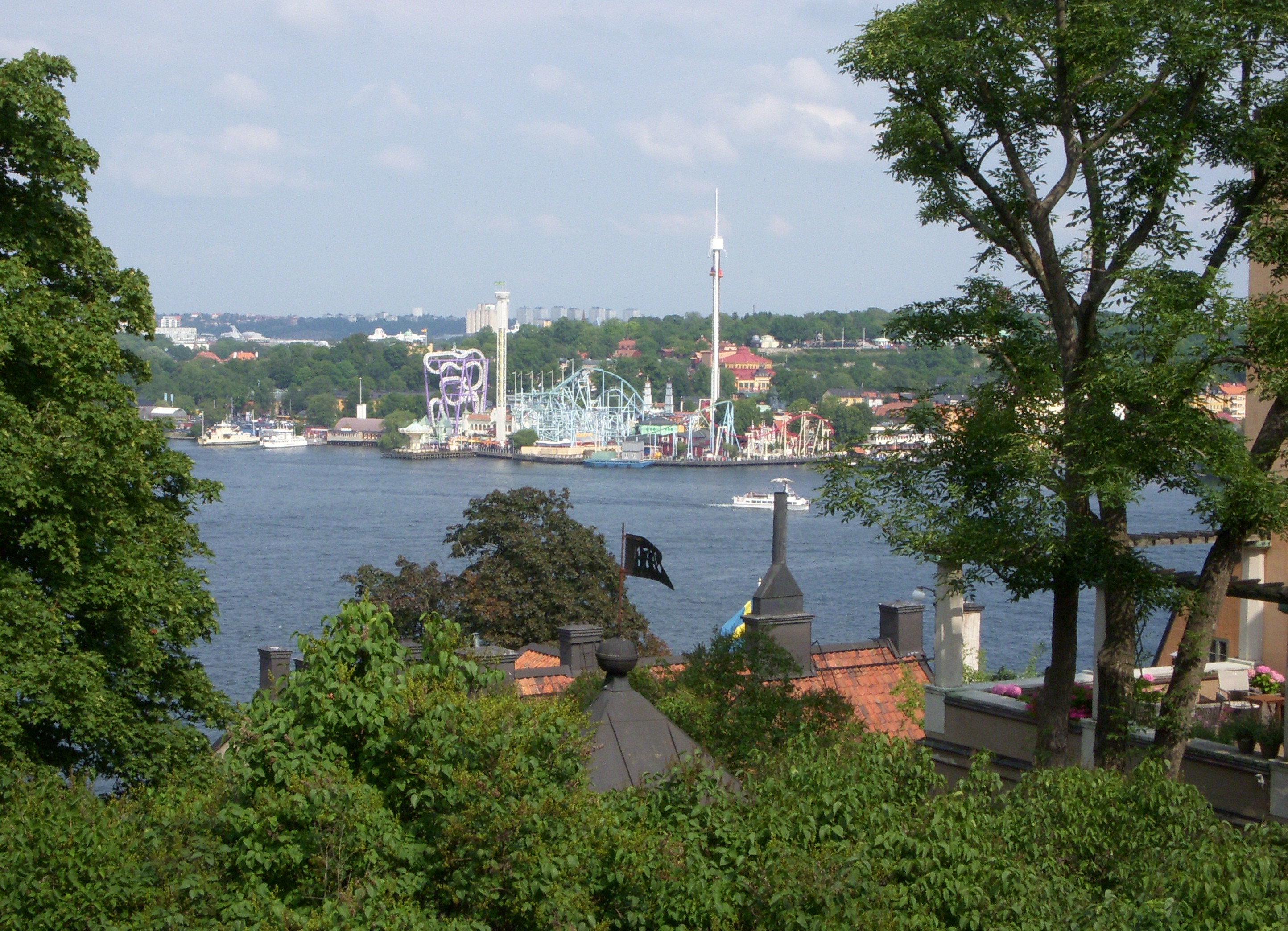
Utsikten från Stigberget (Ersta Sköndal högskola) i augusti 2010.